# Baie de la Possession (Géorgie du Sud)
Pour les articles homonymes, voir Baie de la Possession.
La baie de la Possession est une baie située sur la côte nord-est de la Géorgie du Sud. Large de 3,5 km et longue de 9 km, elle fut découverte et nommée en 1775 par James Cook qui y débarqua. 
Elle abrite de nombreux oiseaux marins comme le prion de la Désolation (Pachyptila desolata), la sterne couronnée (Sterna vittata), le cormoran impérial (Leucocarbo atriceps) entre autres et aussi des mammifères marins comme l'éléphant de mer austral (Mirounga leonina), l'otarie à crinière (Otaria flavescens).

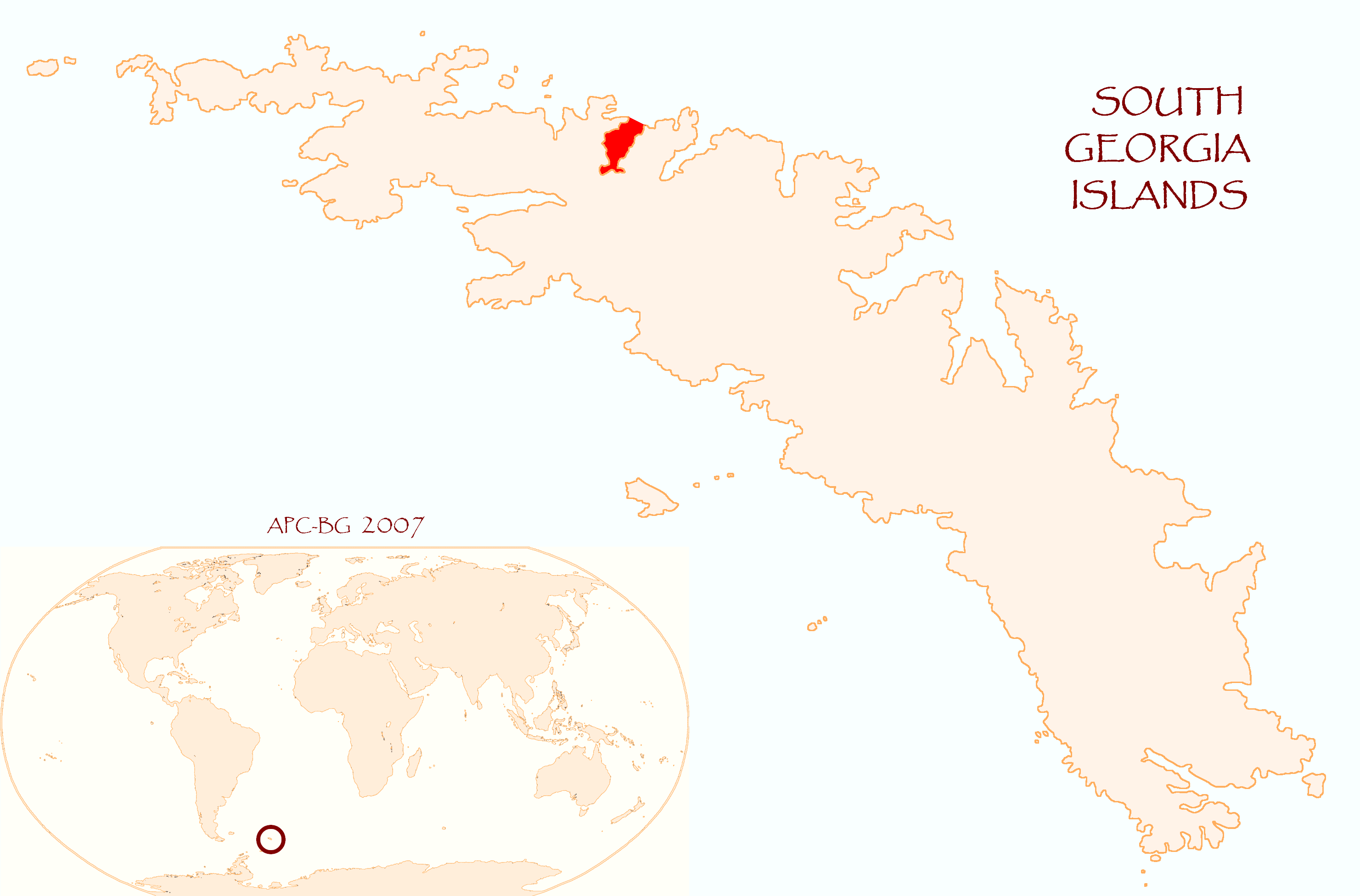
Baie de la Possession.